# Đài tưởng niệm các anh hùng của Warszawa
Đài tưởng niệm các anh hùng của Warszawa, còn được gọi là Warszawska Nike, là một bức tượng nằm ở giao lộ của phố Nowy Przejazd (Đường đèo mới) và Aleja Solidarności (Đại lộ Đoàn kết) ở Warszawa.

## Lịch sử
Tượng đài là nơi tưởng niệm tất cả những người đã chết trong thành phố vào năm 1939 đến năm 1945, bao gồm cả những người tham gia bảo vệ Warszawa vào tháng 9 năm 1939, những người tham gia cuộc nổi dậy Warszawa Ghetto và Khởi nghĩa Warszawa, và nạn nhân của khủng bố Đức ở thủ đô bị chiếm đóng.
Quyết định dựng nên tượng đài được đưa ra vào ngày 30 tháng 7 năm 1956 bởi Hội đồng Quốc gia Thành phố Warszawa. Nó đã thông báo vào tháng 2 năm 1957 rằng cuộc thi đầu tiên đã nhận được 196 thiết kế từ trong và ngoài nước, nhưng cuối cùng đã không đưa ra quyết định cuối cùng. Vào tháng 1 năm 1959, có một cuộc thi thứ hai, với sự tham gia của những người chiến thắng và các nhà thiết kế của các tác phẩm chiến thắng từ cuộc thi đầu tiên. Trong số 106 tác phẩm, nhà điêu khắc Warszawska Nike Marian Konieczny đã giành chiến thắng cùng với các kiến trúc sư Zagremmy và Adam Konieczny.
Bức tượng cho thấy một người phụ nữ đang vươn lên với một thanh kiếm giơ lên trên đầu trong tay phải và tay trái cũng giơ lên. Tác phẩm điêu khắc nặng 10 tấn, cao bảy mét và dài sáu mét. Trên bệ đá granit có dòng chữ: Những anh hùng của Warszawa từ 1939 đến 1945 (Bohaterom Warszawy 1939−1945).
Tác phẩm điêu khắc được đúc tại Nhà máy Thiết bị Kỹ thuật Gliwice (Gliwickie Zakłady Urządzeń Technicznych SA). Thử thách lớn nhất là đúc một thanh kiếm nặng khoảng 1000 Kilôgam. Thiết kế đặc biệt của các thanh thép được nhúng bên trong nó làm cho nó rất mạnh và nặng, vì trong gió, thanh kiếm có thể lệch khỏi vị trí của nó tới 15 cm. Tượng đài đã được vận chuyển thành hai phần từ Silesia đến ga Warszawa Gdańska, phía bắc của địa điểm.
Tượng đài được khánh thành vào ngày 20 tháng 7 năm 1964 tại Quảng trường Nhà hát, trước Nhà hát Lớn (nơi cung điện Jabłonowski được xây dựng lại ở vị trí ngày nay).
Việc xây dựng tượng đài được tài trợ bởi các khoản đóng góp từ xã hội và Quỹ Tái thiết vốn xã hội.

## Chuyển địa điểm
Đầu những năm 1990, liên quan đến dự án trùng tu phía bắc Quảng trường Nhà hát, cho rằng cần phải di chuyển tượng đài đến một địa điểm mới.
Vào ngày 14 tháng 11 năm 1995, đài tưởng niệm đã được đưa xuống từ bệ của nó và được đặt tạm thời phía sau việc cải tạo Cung điện Jabłonowski. Một bản chuyển thể của tượng đài ở vị trí mới của nó đã được ủy quyền từ nhà thiết kế của nó, Marian Konieczny. Trong công việc này, có một sự bất đồng về chiều cao của cột. Marian Konieczny tưởng tượng Nike bay lên mây và dự định đặt tượng đài lên trên một cái bệ cao 20 mét. Chính quyền không đồng ý, đề xuất một bệ cao 6,5 mét. Cuối cùng, một thỏa hiệp đã thống nhất với chiều cao là 14 mét.
Cơ sở mới được thiết kế bởi Marta Pinkiewicz-Woźniakowska. Vì tượng đài đã được dựng lên trên sườn của một bờ kè làm bằng đá vụn, do đó cần phải tạo ra một nền móng sâu hơn. Các cơ sở được làm bằng bê tông cốt thép dựa theo đá tự nhiên.
Vào ngày 15 tháng 12 năm 1997, tác phẩm điêu khắc đã được đặt trên bệ mới tại một địa điểm mới.